# El club dels joves multimilionaris
El club dels joves multimilionaris (originalment en anglès, Billionaire Boys Club) és una pel·lícula dramàtica de crim biogràfica estatunidenca del 2018 dirigida per James Cox i coescrita per Cox i Captain Mauzner. La pel·lícula és protagonitzada per Ansel Elgort, Taron Egerton, Emma Roberts, Kevin Spacey, Jeremy Irvine, Thomas Cocquerel, Rosanna Arquette, Cary Elwes i Judd Nelson. Es basa en el Billionaire Boys Club de la vida real del sud de Califòrnia durant la dècada de 1980, un grup d'adolescents rics que s'impliquen en un esquema de Ponzi i un eventual assassinat. La història es va convertir prèviament en una pel·lícula de televisió el 1987, protagonitzada per Judd Nelson com a Joe Hunt, mentre que en la versió del 2018 interpreta el pare d'aquest personatge.
Anunciat originalment el 2010 i filmat el 2015, El club dels joves multimilionaris és un dels treballs finals que Spacey va filmar abans de les nombroses denúncies de mala conducta sexual contra ell el 2017. Les acusacions van afectar directament el calendari d'estrena i el màrqueting de la pel·lícula. Es va estrenar als Estats Units mitjançant vídeo sota demanda el 17 de juliol de 2018, abans d'un llançament limitat el 17 d'agost de 2018 amb la distribuïdora Vertical Entertainment, i va ser un fracàs comercial. La recaptació de taquilla del cap de setmana d'obertura de només 618 dòlars va ser la més baixa de la carrera de Spacey. La pel·lícula va ser valorada negativament per la crítica, tot i que l'actuació de Spacey va ser elogiada.
El 15 d'abril de 2022 es va estrenar el doblatge en català oriental a TV3; i el 2 de setembre del mateix any, en valencià a À Punt.

## Sinopsi
Encapçalats pel seu amic preppie Joe Hunt, un grup de joves rics de Los Angeles de la dècada del 1980 idea un pla per enriquir-se ràpidament amb un pla de Ponzi. El pla acaba malament per a tots els implicats quan Hunt i el seu amic Tim Pittman acaben assassinant l'inversor i estafador Ron Levin.

## Repartiment
- Ansel Elgort com a Joe Hunt, líder del grup i expert financer.
- Taron Egerton com a Dean Karny, un professional del tenis i el principal antagonista.
- Emma Roberts com a Sydney Evans, l'interès amorós de Hunt.
- Kevin Spacey com a Ron Levin, un home malbaratador de Beverly Hills.
- Ryan Rottman com a Scott Biltmore, el germà bessó d'en Kyle i un dels dos bessons adoptats pel propietari de Maybelline, que va invertir per primera vegada al club.
- Jeremy Irvine com a Kyle Biltmore, el germà bessó de l'Scott i un dels membres del club.
- Thomas Cocquerel com a Charlie Bottoms
- Bokeem Woodbine com a Tim Pittman, un porter que s'involucra en els actes del club.
- Barney Harris com a Reza "Izzy" Eslaminia, fill d'El Persa i membre del club.
- Waleed Zuaiter com a El Persa (amb el nom real de Hedayat Eslaminia), el pare de l'Izzy[12]
- Suki Waterhouse com a Quintana "Q" Bisset, l'interès amorós d'en Karny.
- Billie Lourd com a Rosanna Ricci, l'interès amorós d'en Biltmore.
- Judd Nelson com a Ryan Hunt, el pare d'en Joe
- Maurice Johnson com a detectiu
- Billy Slaughter com a oficial de préstecs
- Rosanna Arquette com a Debbie Evans, la mare de la Sydney
- Cary Elwes com a Andy Warhol
- Justin Arnold com a Carter
- Marc Mani com el Dr. Marc Mani Jr.[13]
- Carmen Illán com a la dona d'El Persa